# Tirrenia Compagnia Italiana di Navigazione

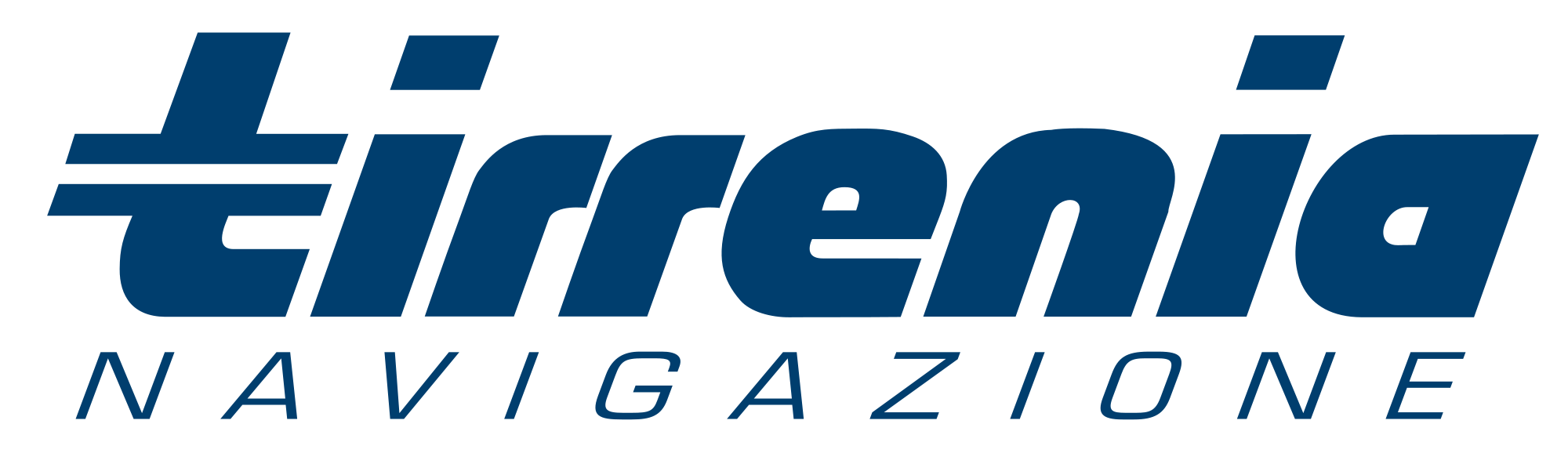
Logo Tirrenia di Navigazione

Tirrenia Compagnia Italiana di Navigazione es una empresa italiana dedicada al transporte marítimo de pasajeros y carga, con sede en Nápoles. Se encarga de unir los principales puertos de Sicilia y Cerdeña con el continente. Además posee la división Adriática que se encarga de conectar las Islas Tremiti con Termoli. Fue fundada el 21 de diciembre de 1936 en Nápoles. En la actualidad pertenece a la naviera Moby Lines.

## Historia
Tirrenia fue fundada el 21 de diciembre de 1936 en Nápoles como resultado de la nacionalización de varias navieras privadas. Luego de la Segunda Guerra Mundial los pocos barcos que habían sobrevivido al conflicto fueron utilizados para conectar las islas italianas con el continente, conformando así la primera flota de Tirrenia. En la década del 70 los barcos fueron siendo gradualmente remplazados por ferris más modernos. Este proceso se siguió profundizando en los 80 con el arribo de la clase Strade Romane y aún más en los 90 con el arribo de las clases Jupiter MDV 3000 (construidos por Fincantieri) y Aquastrada TMV 101 (construidos por Rodriquez Cantieri Navali). Ferris capaces de llegar a los 35-40 nudos. Sin embargo su alto costo de mantenimiento hizo que la compañía los diera de baja en su totalidad de la flota operativa. En los años 2000 entran en servicio las clases Nuraghes/Bithia y Classe Vincenzo Florio. En julio de 2012 Tirrenia fue privatizada, siendo adquirida por el grupo CIN (Compagnia Italiana di Navigazione), un consorcio formado por la naviera Moby Lines, el fondo de inversión Clessidra y el Gruppo Investimenti Portuali. Con la privatización entra en entra en servicio la clase Palace (Amsicora / Bonaria). En agosto de 2015 la Moby Lines adquiere el 100% del grupo CIN y pasa a ser la propietaria absoluta de Tirrenia.  

## Flota actual

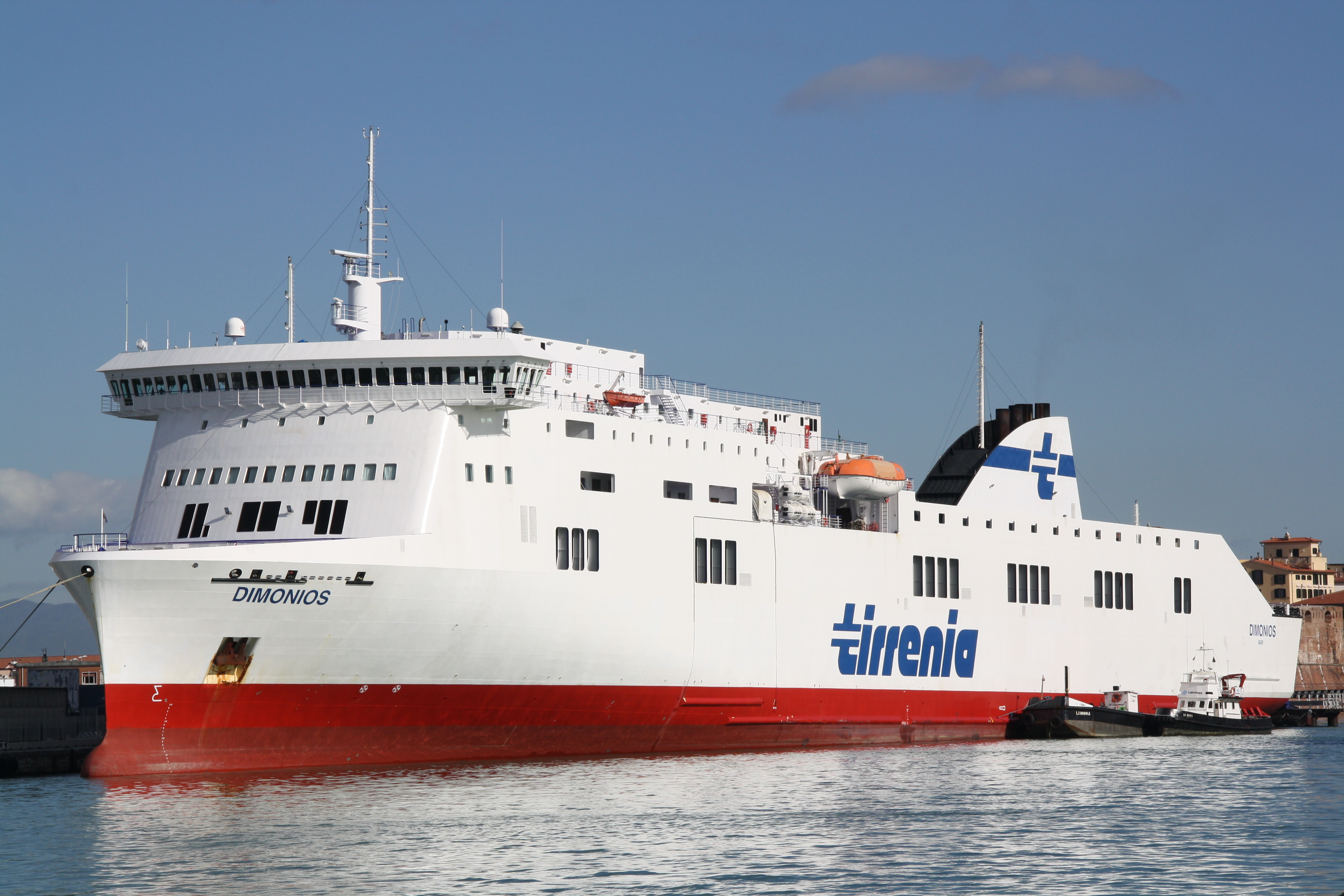
Ro-Pax: Dimonios

| Clase             | Ferry              | Longitud (m) | Capacidad de pasajeros | Capacidad del coche | Imagen | Nota                           |
| ----------------- | ------------------ | ------------ | ---------------------- | ------------------- | ------ | ------------------------------ |
| Nuraghes          | Nuraghes           | 214          | 3.000                  | 1.085               |        |                                |
| Nuraghes          | Sharden            | 214          | 3.000                  | 1.085               |        |                                |
| Bithia            | Bithia             | 214          | 2.700                  | 900                 |        |                                |
| Bithia            | Janas              | 214          | 2.700                  | 900                 |        |                                |
| Bithia            | Athara             | 214          | 2.700                  | 900                 |        |                                |
| Vincenzo Florio   | Vincenzo Florio    | 180          | 1.471                  | 625                 |        |                                |
| Vincenzo Florio   | Raffaele Rubattino | 180          | 1.471                  | 625                 |        |                                |
| Aquastrada TMV 70 | Isola di Capraia   | 64           | 552                    | 57                  |        |                                |
| Prometheus        | Moby Tommy         | 212          | 2.200                  | 1.000               |        | Alquiler de Moby Lines         |
|                   | Moby Dada          | 166          | 1.638                  | 500                 |        | Alquiler de Moby Lines         |
|                   | Ariadne            | 196          | 2.045                  | 560                 |        | Alquilado por Hellenic Seaways |

Ro-Ro
| Clase              | Ferry                | Longitud (m) | Capacidad del coche | Metros lineales de carga | Image | Nota                          |
| ------------------ | -------------------- | ------------ | ------------------- | ------------------------ | ----- | ----------------------------- |
| Viamare            | Beniamino Carnevale  | 150,43       | 300                 | 1.850                    |       |                               |
| Alf Pollak         | Alf Pollak           | 209          |                     | 4.100                    |       |                               |
| Alf Pollak         | Maria Grazia Onorato | 209          |                     | 4.100                    |       |                               |
|                    | Massimo Mura         | 193          |                     | 3.000                    |       |                               |
|                    | Giuseppe Lucchesi    | 193          |                     | 3.700                    |       | Alquilado por Cobelfret Ro-Ro |
| Eurocargo Brindisi | Eurocargo Sicilia    | 193          |                     | 3.700                    |       |                               |
| Eurocargo Brindisi | Eurocargo Catania    | 193          |                     | 3.700                    |       |                               |

## Rutas
- Genova - Porto Torres
- Porto Torres - Genova
- Olbia - Civitavecchia
- Palermo - Napoli
- Napoli - Palermo
- Civitavecchia - Olbia
- Génova - Túnez (se realiza con Ferris de CTN)
- Túnez - Génova (se realiza con Ferris de CTN)